# Kudafushi (Laamu-atol)
Kudafushi is een van de onbewoonde eilanden van het Laamu-atol behorende tot de Maldiven.